# Vital Remains
Vital Remains est un groupe de death metal américain, originaire de Providence, en Rhode Island.

## Biographie
Vital Remains est formé en 1988 en tant que groupe de blackened death metal par le guitariste Paul Flynn, le premier line-up de Vital Remains se compose du guitariste Butch Machado, du chanteur Mike Flynn, du bassiste Tom Supkow, et du batteur Chris Dupont. Cherchant de meilleurs musiciens, ils engagent un nouveau guitariste, Tony Lazaro et le chanteur Jeff Gruslin. Le groupe se popularise dans la scène death metal locale.
Peu après sa formation, le groupe fait paître quelques démos (Reduced to Ashes en 1989, Excruciating Pain le 6 mai 1990), menant à un contrat avec le label français Thrash Records, qui, en retour, fait paraître The Black Mass en 1991. Peu après la parution de single, leur premier album au label, ils signent ensuite au label Peaceville. Deux autres albums suivent, Let Us Pray en 1992, et Into Cold Darkness en 1995. Cependant, à la suite d'une faible distribution et d'un manque de promotion de la part du label, le groupe exige la rupture de son contrat. À cette période, en 1997, le fondateur du groupe, Paul Flynn quitte Vital Remains. Après dix ans de séparation, il revient dans le groupe et fonde Godless Rising, un groupe de death metal oldschool avec le chanteur Jeff Gruslin. Ils signent rapidement au label Pathos Productions pour un album auto-financé, grâce auquel ils obtiendront un contrat avec Moribund Records. Par manque promotionnel et financier, Paul laisse également tomber ce projet.
Deux ans plus tard, en 1999, le groupe signe un contrat de deux ans au label français Osmose Records. Pour compléter le line-up (à la même période durant laquelle les places de batteur, bassiste et guitariste étaient vacantes), Dave Suzuki est engagé. Il remplit toutes les conditions requises. Le groupe parvient à commercialiser l'album Forever Underground en 1997. Le chanteur Thorns (Timothy Donovan), qui a effectué le chant pour Dawn of the Apocalypse, est plus tard renvoyé du groupe. Le départ de Thorns mène le groupe à faire une audition en 2003, du chanteur de Deicide, Glen Benton. le premier album du groupe avec Benton, Dechristianize, est commercialisé en 2003. L'album suivant, Icons of Evil, est commercialisé en 2007. Vital Remains fait également paraître son premier DVD live, Evil-Death-Live, la même année, en Europe le 9 juillet, et aux États-Unis le 31 juillet au label Metal Mind Productions.
Le 21 novembre 2007, Vital Remains annonce la recherche d'un bassiste et d'un guitariste. Aucune autre information n'est donnée. Le 29 mars 2008, le groupe annonce son line-up pour sa dernière tournée, à l'exception de Dave Suzuki. Depuis le départ de Dave Suzuki, Vital Remains part en tournée pendant cinq ans avec de nombreux changements dans son line-up, les membres Tony Lazaro et le bassiste Gaeton « Gator » Collier étant les deux seuls premiers membres restants.
À la fin de 2014, au début de 2015, le groupe recrute deux nouveaux membres : James Payne (ex-Hour of Penance) comme nouveau batteur, et Dean Arnold de Primal Frost comme nouveau guitariste. Vital Remains se lance en tournée en Amérique du Sud, en Europe, et aux États-Unis en 2015 avec cette nouvelle formation. Le groupe continue l'écriture de son nouvel album, prévu pour 2016. En novembre 2015, un policier de Sanford Florida est renvoyé pour avoir chanté Let the Killing Begin avec le groupe en uniforme pendant son service. Une vidéo est postée sur YouTube.

## Membres

### Membres actuels
- Tony Lazaro – guitare (depuis 1988)
- Gator Collier – basse, chant (depuis 2008)
- Brian Werner – chant (depuis 2012)
- James Payne - batterie (depuis 2006)
- Dean Arnold - guitare (depuis 2015)

### Anciens membres
- Paul Flynn – guitare (1988–1996)
- Tom Supkow – basse (1988–1989)
- Chris Dupont – batterie (1988–1990)
- Jeff Gruslin – chant (1988–1995)
- Ace Alonzo – batterie (1990–1994)
- Joseph « Joe » Lewis – basse, chant (1991–2000)
- Rick Corbett – batterie (1994–1995)
- Dave Suzuki – guitare (1997-2007), batterie (1996–2007), basse (2003–2007)
- Timothy « Thorn » Donovan – chant (1999–2000)
- Glen Benton – chant (2003–2009)
- Scott Wily – chant (2008–2011)

### Anciens membres live
- Aaron  Weinstein - guitare (1998)
- Jake Raymond – chant (1999)
- Bobby Wheeler – chant (2000)
- Kyle Severn – batterie (2000)
- Ron Greene – basse (2000, 2005)
- Kelly Conlon – basse (2000–2001)
- Derek Boyer – basse (2003)
- Tim Yeung – batterie (2003–2007, 2009)
- Istvan Lendvay – basse (2004)
- Marco « Lord Doomus » Pitruzzella – batterie (2005–2006)
- Anthony Geremia – vocals (2006–2007)
- Damien Boynton – chant (2007–2008)
- Rodrigo « Jugulator » Raquio - vocals (2010)
- Brian Hobbie – basse (2007–2008)
- Antonio Donadeo – batterie (2007–2008)
- Keshava Doane – batterie (2008–2009)
- Taylor Fishman – guitare (2008–2009, 2009–2010)
- Eddy Hoffman – batterie (2009–2011)
- John Hate – guitare (2010–2011)
- Alberto Allende – batterie (2011–2012)
- Jack Blackburn – batterie (2012–2014)
- Aaron Homma – guitare (2013–2014)
- Eugene Ryabchenko - batterie (2016)

## Discographie

### Albums studio
- 1992 : Let Us Pray
- 1995 : Into Cold Darkness
- 1997 : Forever Underground
- 2000 : Dawn of the Apocalypse
- 2003 : Dechristianize
- 2007 : Icons of Evil

### Albums live
- 2007 : Evil Death Live
- 2011 : Death Addiction

### Démos
- 1989 : Reduced to Ashes
- 1990 : Excruciating Pain
- 1991 : The Black Mass

### EP
- 1991 : The Black Mass

### Compilation
- 2006 : Horrors of Hell